# Анна Майкес
Анна Майкес (ісп. Anna Maiques, 3 вересня 1967) — іспанська хокеїстка на траві.
Олімпійська чемпіонка 1992 року.